# Sclerosaurus armatus
Sclerosaurus armatus è un rettile estinto appartenente agli anapsidi, vissuto nel Triassico inferiore - medio (circa 235 milioni di anni fa), i cui resti sono stati rinvenuti in Germania meridionale e in Svizzera settentrionale.

## Descrizione
Il corpo dello sclerosauro, lungo quasi un metro, era tozzo e robusto, fornito di zampe corte e terminante in una coda altrettanto corta. Il cranio compatto era dotato di due lunghe corna posteriori, formate dalle ossa sopratemporali. La dentatura era quella di un animale erbivoro; i denti della parte posteriore della mandibola erano curiosamente dotati di corone leggermente embricate. Sul corpo era presente un'armatura dermica dorsale, che consisteva in due o tre file di placche ossee immerse nella pelle (osteodermi) su ciascun lato del dorso.

## Classificazione
Descritto per la prima volta nel 1857, lo sclerosauro è stato ritenuto per lungo tempo il parente più stretto dei grandi pareiasauri, sulla base di alcune caratteristiche del femore e della coda. Studi più recenti (Sues & Reisz, 2008) hanno mostrato come questo animale fosse in realtà un rappresentante aberrante dei procolofonidi, un gruppo di animali simili a tozze lucertole, imparentati alla lontana con i pareiasauri. 

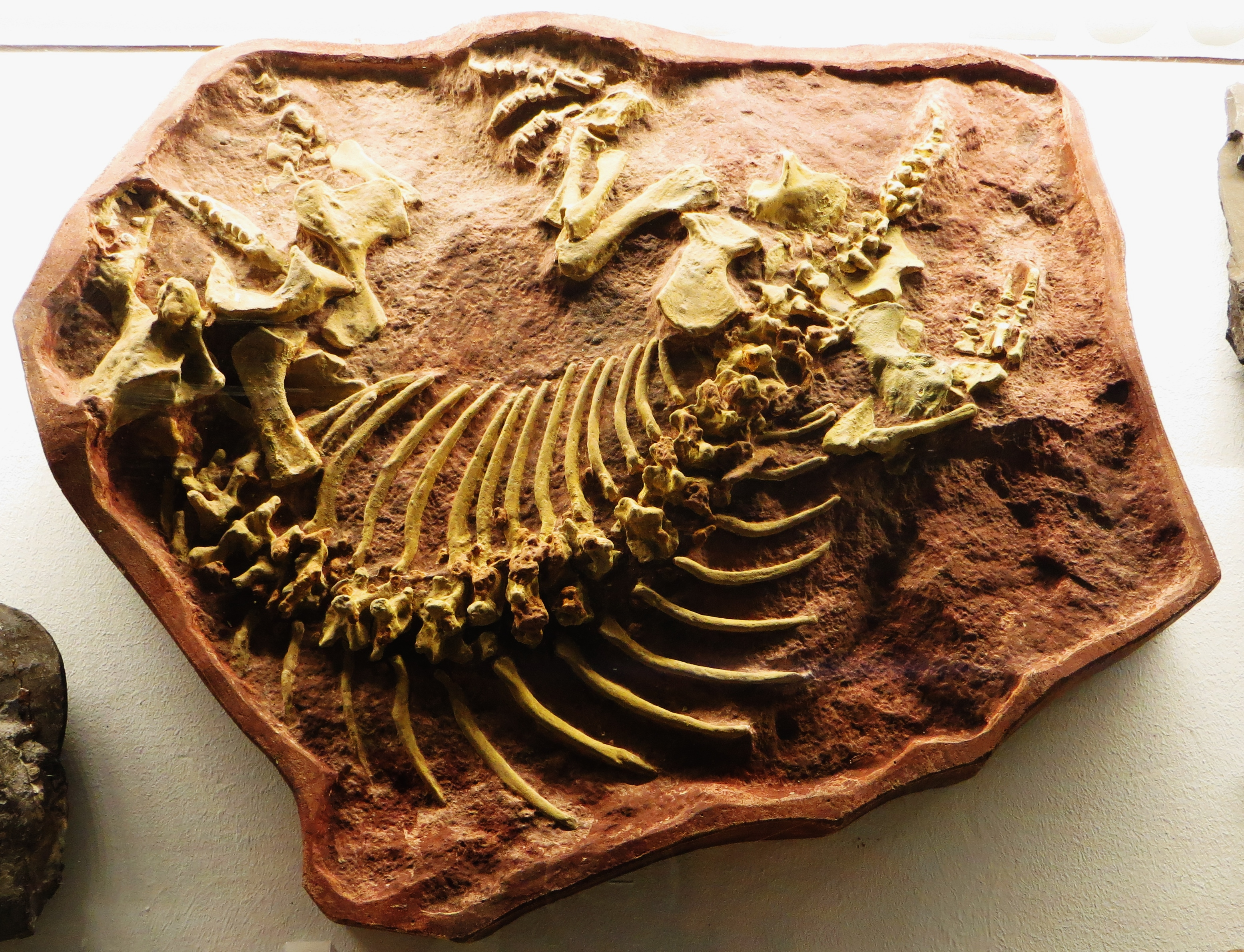
Fossile di Sclerosaurus armatus

Alcune caratteristiche, come la presenza di tre spine sull'osso quadratogiugale, fanno supporre che il suo parente più prossimo potesse essere il procolofone Leptopleuron. Lo sclerosauro, date le dimensioni, rappresenterebbe il più grosso procolofone noto.